# 郗鉴
郗鑒（269年—339年），字道徽，高平郡金鄉縣人，東晉重要將領、軍事家。東漢御史大夫郗慮的玄孫。郗鑒歷仕晉元帝、晉明帝、晉成帝三朝，曾協助討平晉初的王敦之亂和蘇峻之亂。

## 生平

### 初仕西晉
郗鑒年少孤貧，但仍然博覽經籍，即使耕作時仍不斷吟詠文章，以儒雅著名。郗鑒及後擔任趙王司馬倫的掾，但察覺到趙王有奪權篡位之心後就稱病辭官。永康二年（301年），司馬倫篡位稱帝，黨眾都升任大官，但郗鑒則閉門自守，不與他們接觸。同年司馬倫被推翻，郗鑒參司空（劉寔）軍事，後歷任太子中舍人、中書侍郎。東海王司馬越後來辟命郗鑒為主簿，舉賢良，但郗鑒都不接受。及後征東大將軍苟晞徵郗鑒為從事中郎，郗鑒因苟晞和司馬越不和，亦不應召。

### 領民避亂
永嘉五年 （311年），漢國軍隊攻陷首都洛陽，並俘擄晉懷帝，中國北方就更為混亂，郗鑒亦被乞活軍首領陳午部眾所獲。陳午知道郗鑒有名望，打算推郗鑒為首領，只因郗鑒及時逃脫而未能成事。後來陳午潰敗，郗鑒毋須逃避陳午，於是回到家鄉。鄉人則推舉郗鑒為首領，讓他帶一千多戶人到嶧山逃避戰亂。

### 鎮守兗州
司馬睿後來承制任命郗鑒為龍驤將軍、兗州刺史 ，鎮鄒山。當時郗鑒與荀藩所派的李述和劉琨所派的劉演同居兗州刺史，三人由不同行臺承制任命，各據一郡，並各自為政，互相對立。同時兗州亦正受徐龕和石勒兩股軍事力量侵擾。在戰事不息而沒有外援之下鬧饑荒，雖然人民要捕野鼠燕子等動物來充飢，但仍不叛離郗鑒，反而人數漸多，三年之間就擁眾數萬。司馬睿因而加授輔國將軍、都督兗州諸軍事。但於晉元帝永昌元年（322年）七月，亦因後趙軍隊的壓力而退守合肥。同年郗鑒因紀瞻的舉薦被徵為領軍將軍，到建康後改授尚書，郗鑒因病而不接任。司馬睿亦因同年發生的王敦之亂而憂憤而死，由太子司馬紹繼位。司馬紹即位後因畏懼大權在握的王敦，想以郗鑒為外援，於是次年即任命郗鑒為兗州刺史、都督揚州江西諸軍、假節鎮合肥。王敦對此十分忌憚，於是表郗鑒為尚書令，徵召他回朝。

### 助平王敦
郗鑒回建康時經過王敦駐屯的姑孰 ，並與王敦相見。王敦和郗鑒討論愍懷太子司馬遹被廢時河南尹樂廣和司隸校尉滿奮的表現。王敦稱頌滿奮識時務，比樂廣優勝；但郗鑒則認為樂廣守正而滿奮失節，因此滿奮不能與樂輔相比，又說人不應偷生屈節，愧對天地，國家滅亡亦應與它共存亡，不應變節。王敦聽後十分憤怒，不再與郗鑒相見並將他拘留。及後王敦部將錢鳳勸王敦殺郗鑒，但王敦以郗鑒有名望和地位而不敢加害，更將他釋放。郗鑒回朝後便與司馬紹商議平滅王敦之事。
太寧二年 （324年），錢鳳等人領兵進逼建康，司馬紹任命郗鑒假節行衛將軍、都督從駕諸軍事。當時王敦軍尚未完成集結，有人認為應率先由皇帝領兵進攻。但郗鑒認為敵軍兵多不能力敵，而且王敦軍來是已經惹來人民極大的怨恨和反抗意識，而且亦無大方略，只求一戰取勝。故此認為應當拖長戰事，讓其他反抗力量形成並對王敦進攻，藉以取勝。最終司馬紹下令固守，不久又派兵奇襲並大敗王含軍，四方義兵亦冒起，最終成功討平王敦之亂。

### 輔政重臣
戰後郗鑒獲封高平侯。司馬紹亦因他有才望，很多朝政事務都會詢問他的意見。太寧三年（325年），郗鑒升任車騎將軍，都督徐、兗、青三州軍事、兗州刺史、假節鎮廣陵。不久司馬紹逝世，年幼的太子司馬衍繼位，郗鑒與王導、庾亮、卞壼、溫嶠等人並受遺詔輔政，進位車騎大將軍、開府儀同三司，加散騎常侍。

### 義兵勤王
咸和元年（326年），郗鑒加領徐州刺史。次年蘇峻和祖約即發動叛變，進攻建康。郗鑒知道後打算親自領兵營救，但朝廷卻以防禦北方進攻而阻止，郗鑒唯有派司馬劉矩領三千人保衛建康，但次年建康便淪陷，劉矩亦退還。中書令庾亮在建康失陷時出走，到尋陽投靠溫嶠，並宣太后口詔，升郗鑒為司空。郗鑒所在的廣陵臨近後趙邊境，城孤糧絕，軍民因對北方南侵的畏懼而沒有堅守的決心，但接到詔書後郗鑒即向三軍宣布要討滅蘇峻和祖約，士兵亦爭相要求要效命。郗鑒見此，於是派將軍夏侯長通知溫嶠，並預計蘇峻會挾持晉成帝司馬衍到會稽，建議溫嶠在重要據點立營據守以阻其去路，同時又斷絕糧運和堅壁清野，據守京口等待蘇峻因缺乏物資潰敗。溫嶠深表同意。

### 經營京口
咸和三年（328年），陶侃獲推舉為盟主，郗鑒加都督揚州八郡軍事。郗鑒後率眾渡江，在茄子浦與陶侃會合，又修築白石壘。不久王舒和虞潭戰敗，郗鑒與後將軍郭默回屯京口，修築大業、曲阿和庱亭三壘抵抗並分散對方軍力，但隨即就被圍攻，郭默更逃出駐守的大業壘，令士兵震驚；但郗鑒仍堅持固守。不久蘇峻墮馬被殺，大業壘得以解圍。郗鑒於次年又派軍追擊南逃吳興的蘇逸等人，將蘇逸斬殺並收降其餘眾共一萬多人。戰後郗鑒解任八郡都督，升任司空，加侍中，封南昌縣公。
咸和六年（331年），石勒將領劉徵再次侵擾東南諸郡，郗鑒駐屯京口，並加都督揚州之晉陵吳郡諸軍事，率兵將劉徵擊退。郗鑒死前，病重上奏請求退位時仍推薦蔡謨接替自己都督徐兗青三州和徐州刺史的職位。

### 協調士族
王導在晉成帝繼位後一直參與輔政工作，而他行事作風不拘小節，對自己委任的趙胤和賈寧等將領的犯法行為多作容忍，招到大臣不滿，其他士族亦試圖藉此廢掉王導，削弱琅琊王氏在朝中的影響力。陶侃就曾於成帝咸和年間打算起兵廢掉王導，但因郗鑒反對而沒有成事。咸康四年（338年），郗鑒升任太尉，征西將軍庾亮想罷黜王導，並尋求郗鑒的支持，但郗鑒表示反對；庾亮再寫信游說郗鑒，但郗鑒堅拒，最終庾亮亦唯有放棄。郗鑒阻止了朝中主要士族的劇烈鬥爭，讓經歷過兩次大動亂的東晉能夠維持安定。
咸康五年八月辛卯日（339年10月8日），郗鑒病逝，享年七十一歲。晉成帝在朝堂上哭泣，並派御史持節護喪事，追贈太宰，諡文成。

## 性格特徵
- 郗鑒逃離陳午回家鄉後，雖然當地正處飢荒，但當地的人仍然因為感謝他對鄉人的恩義而送他物資。但郗鑒並不獨佔所有，反而分給宗族和當地一些孤兒和老人，受惠者甚多，受到當地人的稱頌，亦因而推郗鑒為主。
- 郗鑒受鄉里贈食時，曾帶同年幼的侄兒郗邁（兄子）和外甥周翼一同前往、但鄉人稱不能額外支持郗邁和周翼的伙食，郗鑒往後唯有自己前去，但將飯含在口中，回去後吐出給二人吃，最終三人都能渡過困境，並渡江入仕東晉。

## 子孫

### 子女
- 郗璿，郗鑒女，嫁王羲之。
- 郗愔，郗鑒長子，東晉官員。曾修黃老之術而辭官隱居章安十多年，後再度入仕，官至司空。
- 郗曇，郗鑒次子，官至北中郎將、都督徐兗青幽揚州之晉陵諸軍事、領徐兗二州刺史。

### 孫
- 郗超，郗愔長子，大司馬桓溫黨羽，任大司馬左長史。
- 郗融，郗愔次子。
- 郗沖，郗愔三子。
- 郗恢，郗曇子，東晉將領，曾多次與北方胡人作戰，官至征虜將軍、領秦雍二州刺史。後被殷仲堪所殺。

## 延伸阅读
[在维基数据编辑]
 《晉書/卷067》，出自房玄齡《晉書》